# Distretto di Logo Anseba
Il distretto di Logo Anseba è uno dei quattordici distretti della regione di Gasc-Barca, in Eritrea. Ha per capoluogo la città di Logo Anseba.